# Giovanni Simone Mayr

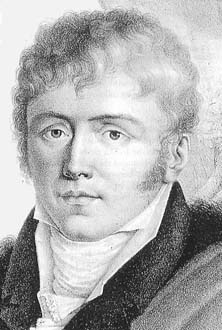
Giovanni Simone Mayr.

Giovanni Simone Mayr, ursprungligen Johann Simon Mayr, född 14 juni 1763 i Bayern, död 2 december 1845 i Bergamo, var en tysk-italiensk kompositör.
Mayr läste från början teologi vid universitetet i Ingolstadt, men en adelsman upptäckte hans musikaliska talang och tog med honom till Italien. Han studerade i Bergamo och Venedig där han först skrev oratorier och kantater men uppmanades av Niccolò Piccinni att börja skriva operor. Han fick sin första opera Saffo uppförd 1794 på La Fenice i Venedig och skrev därefter många komiska och allvarliga operor och 1799 debuterade han med Lodoïska på La Scala och han skrev ytterligare nio operor för samma scen, bland annat Tamerlano (1813).
Ryktet spred sig och han fick beställningar från hela landet och många av de förnämsta scener ville spela hans musik. Teatro Nuovo i Trieste invigdes med Mayrs Ginevra di Scozia 1801. År 1805 skrev han musiken till L'amour coniugale efter Bouillys Leonore - som skulle bilda underlag till Beethovens Fidelio - för Teatro Nouvo i Padua och för San Carlo i Neapel skrev Mayr sitt främsta verk Medea i Korint som fick internationell berömmelse.
År 1802 utnämndes Mayr till kapellmästare vid Santa Maria Maggiore i Bergamo efter Carlo Lenzi där han även grundade en musikskola. Hans främsta elev var Gaetano Donizetti. Mayrs sista opera uppfördes 1824 Demetrio. De sista 20 åren av sitt liv tillbringade han som blind. Idag får man anse att Mayr i stort sett är bortglömd, även om han har börjat få upprättelse, var han en viktig länk mellan Mozart, Rossini och Donizetti som hyste stor respekt för sin gamle lärare.

## Operor i urval
| Namn                             | Datum            | Opera                | Stad    | Kuriosa                                    |
| -------------------------------- | ---------------- | -------------------- | ------- | ------------------------------------------ |
| Lodoïska                         | 26 januari 1796  | Teatro Fenice        | Venedig |                                            |
| Che Originali                    | 18 oktober 1798  | Teatro San Benedetto | Venedig | Uppförd senare under titeln La Musicomania |
| Adelaide di Guesclino            | 21 maj 1799      | Teatro Fenice        | Venedig |                                            |
| Il Caretto del Venditore d'Aceto | 28 juni 1800     | Teatro Sant'Angelo   | Venedig |                                            |
| Ginevra di Scozia                | 21 april 1801    | Teatro Nuovo         | Trieste | Till teaterns premiäröppning               |
| Alonso e Cora Opera              | 26 december 1803 | Scala                | Milano  |                                            |
| Elisa                            | 5 juli 1804      | Teatro San Benedetto | Venedig |                                            |
| Adelisa e Aleramo                | 26 december 1806 | Scala                | Milano  | Ofta spelad under 1820-talet i Italien     |
| La Rosa rossa e la Rosa bianca   | 21 februari 1813 |                      | Genua   |                                            |
| Medea in Corinto                 | 28 november 1813 | Teatro San Carlo     | Neapel  |                                            |